# 香港基督教協進會
香港基督教協進會，是香港基督教教會聯合組織，創立於1954年。目的在推動整體教會的聯合見證和宣教工作，致力服務港人，關心香港。同時亦與普世教會和合一組織保持聯繫，彼此關懷，分享資源。作為香港教會合一的象徵，協進會努力促進教會合一及普世精神。
香港華人基督教聯會和香港基督教協進會是香港規模最龐大、最具代表性的基督新教的聯合組織。
基督教協進會屬於香港選舉委員會宗教界中代表基督新教的十個選委，在選舉委員會選舉中經抽籤選出十個選委，但並非只有成員機構的教會會員才可參與選委抽籤。

## 成員機構
以下為基督教協進會的會員教會／機構名單：
- 香港中華基督教青年會（Chinese YMCA of Hong Kong）
- 中華基督教會香港區會（Hong Kong Council of the Church of Christ in China, HKCCCC）
- 基督教香港信義會（Evangelical Lutheran Church of Hong Kong, ELCHK）
- 香港基督教女青年會（Hong Kong Young Women's Christian Association, HKYWCA）
- 香港基督教循道衛理聯合教會（The Methodist Church, Hong Kong）
- 救世軍港澳軍區（The Salvation Army Hong Kong and Macau Territory）
- 香港聖公會（Hong Kong Sheng Kung Hui；Hong Kong Anglican Church (Episcopal)）
- 基督教香港崇真會（Tsung Tsin Mission of Hong Kong）
- 基督教文藝出版社（Chinese Christian Literature Council Limited）
- 道風山基督教叢林（Tao Fong Shan Christian Centre）
- 德語信義會（German-Speaking Evangelical-Lutheran Congregation；Berliner Missionswerk）
- 香港聖經公會（Hong Kong Bible Society）
- 基督教聯合醫院（United Christian Hospital）
- 基督教勵行會（Christian Action）
- 信義宗神學院（Lutheran Theological Seminary）
- 香港日本基督者會（Hong Kong Japanese Christian Fellowship）
- 香港佑寧堂（Union Church Hong Kong）
- 九龍佑寧堂（Kowloon Union Church）
- 香港路德會社會服務處（Hong Kong Lutheran Social Service）（隸屬於香港路德會 Lutheran Church - Hong Kong Synod, LCHKS）
- 香港基督教青年會（YMCA of Hong Kong）
- 芬蘭差會（Finnish Evangelical Lutheran Mission）
- 正教會香港及東南亞教區（Orthodox Metropolitanate of Hong Kong and South East Asia, OMHKSEA）

## 協進會主席
- 蘇以葆主教（香港聖公會），（2005 - 2010）[4]
- 袁天佑牧師（循道衛理聯合教會），（2012 - 2015）
- 蘇成溢牧師（中華基督教會），（2015 - 2021）[5]
- 王家輝牧師（中華基督教會），（2021 - ）

## 協進會總幹事
- 董建德牧師 （1974 - 1977）[6]
- 郭乃弘牧師 （1977 - 1988）[6]
- 曹敏敬牧師 （1990 - 1999）[7]
- 蘇成溢牧師 （2000 - 2006）[8]
- 李鼎新牧師 （2006.07 - 2008，義務兼任）[9]
- 蒲錦昌牧師 （2009 - 2017）[10]
- 盧龍光牧師 （2018.07 - 2019.03，部份時間）[11][12]
- 王福義長老 （2019.03.12 - 2022.06.30，義務處理總幹事，部份時間）
- 馮少雄長老 （2022.07.01 - 現在，義務總幹事，部份時間）[13]

## 相關
- 盧光輝：前總幹事。
- 香港基督教服務處：香港基督教協進會服務社會的慈善機構。

## 外部連結
- 香港基督教協進會 官方網址 （页面存档备份，存于）
- 香港基督教協進會年報 (Hong Kong Christian Council Annual Reports) （页面存档备份，存于） 香港浸會大學圖書館. 華人基督教文獻保存計劃

- 香港基督教協進會1960/1961至2010/2011年度年報 （页面存档备份，存于） 香港浸會大學圖書館 華人基督宗教文獻保存計劃